# Everything (canción de Alanis Morissette)
«Everything» es una canción de Alanis Morissette perteneciente a su sexto álbum de estudio So-Called Chaos de  2004. Fue escogido como el primer sencillo del álbum.

## Lanzamiento y recepción
Fue lanzada para las emisoras estadounidenses el 23 de febrero de 2004 en una versión muy editada en donde se quitaron más de 90 segundos de la canción. La versión del vídeo sufrió modificaciones adicionales, con la sustitución de ciertas palabras para así evitar problemas en su difusión.
Tras su lanzamiento en los Estados Unidos la canción recibió un apoyo considerable en estaciones de radios alternativas y para adultos alcanzando el número cinco en el Billboard Adult Top 40, aunque en las estaciones de pop y rock no tuvo la misma recepción. La canción entró en el número 76 en el Billboard Hot 100. Sin embargo, el vídeo sigue siendo uno de los más exitosos en la carrera discográfica de Morissette, siendo certificado con el 4X platino por la RIAA el 30 de septiembre de 2004 tras vender más de 200 000 copias.

## Vídeo musical
El vídeo musical fue lanzado en marzo de 2004 y en él se puede ver a Morissette en una carretera. Al comienzo del vídeo su pelo es largo, pero que es cortado por un desconocido, esto significa muchos cambios que ha habido en su vida. Ese desconocido es el cantante español Pau Donés de Jarabe de Palo. Morissette trabajó con el mismo equipo que dirigió el rodaje de 
"Bonito": Marc Donés ha codirigido el clip junto al director Meiert Avis (U2, Audioslave, Bruce Springsteen, entre otros). El rodaje se llevó a cabo en Los Ángeles y necesitó varios meses de posproducción digital. Además de participar en la dirección del rodaje, Pau Donés aparece en varias escenas del clip junto a la cantante canadiense.

## Lista de canciones
| #  | CD #1                                    | Time |
| -- | ---------------------------------------- | ---- |
| 1. | "Everything" (Radio Edit)                | 3:30 |
| 2. | "Precious Illusions" (Vancouver Session) | 4:32 |

| #  | CD #2                            | Time |
| -- | -------------------------------- | ---- |
| 1. | "Everything" (Radio Edit)        | 3:30 |
| 2. | "So Unsexy" (Vancouver Session)  | 5:03 |
| 3. | "Everything" (Vancouver Session) | 4:42 |
|    | "Everything" (Video)             |      |

## Posicionamiento
| Listas                      | Posición |
| --------------------------- | -------- |
| Billboard Hot 100           | 76       |
| Billboard Top 40 Mainstream | 36       |
| Billboard Hot Adult Top 40  | 4        |
| Canadá Singles Chart        | 3        |
| Italia Singles Chart        | 7        |
| Austria Singles Chart       | 12       |
| Australia Singles Chart     | 15       |
| Noruega Singles Chart       | 17       |
| Suiza Singles Chart         | 22       |
| UK Singles Chart            | 22       |
| Irlanda Singles Chart       | 26       |
| Alemania Singles Chart      | 29       |
| Dutch Singles Chart         | 43       |
| Francia Singles Chart       | 63       |